# Cocl & Seff
Cocl & Seff fou la primera parella còmica de la història del cinema, formada pels actors austríacs Rudolf Walter (Cocl) i Josef Holub (Seff). Van tenir una gran popularitat des de 1913. L'element central de la seva comèdia, un gras i un prim, exhibint una intel·ligència mínima, es va retrobar en altres duos còmics cèlebres del cinema mut: els americans Laurel i Hardy, els danesos Pat & Patachon i els alemanys Siegfried Arno i Kurt Gerron. Walter fou també director i productor, i una bona part de les pel·lícules que van produir plegats les va dirigir però no hi va actuar.
Curiosament, de vegades s'han presentat comèdies de Cocl i Seff com produccions nord-americanes, sobretot per certa similitud de Josef Holubs amb l'estrella de la comèdia americana Harold Lloyd . Com és freqüent en el cinema mut, molts dels seus films s'han perdut o es disposa només de fragments. Però la Filmoteca d'Àustria, en la seva recerca de produccions austríaques en els arxius de pel·lícules arreu del món, n'han recuperat i restaurat algunes com Seff kostet 24,50 Dollar (Seff costa 24,50 $), Seff als Boy (Seff el Boy)' o Cocl, Seff und die Schwarze Hand (Cocl, Seff i la Mà Negra) i ha publicat també un recull de fragments d'onze pel·lícules.

## Filmografia[2]
- 1912: Cocl als Säugling (Sascha-Filmfabrik; sense Seff)
- 1912: Onkel Cocl am Gänsehäufel (Sascha-Filmfabrik; sense Seff)
- 1913: Der Bauernschreck (Rudolf Walter, Reichenberg)
- 1913: Cocl als Hausherr (Sascha-Filmfabrik)
- 1913: Cocl geht zum Maskenball (Reichenberger Filmwerkstätte; sense Seff)
- 1913: Cocls Hochzeitsreise (Reichenberger Filmwerkstätte; sense Seff)
- 1913: Die Folgen einer tollen Nacht (Reichenberger Filmwerkstätte)
- 1913: Wie aus Cocl Asta Pilsen wurde (Sascha-Filmfabrik; sense Seff)
- 1914: Cocl als Ehestifter (Reichenberger Filmwerkstätte)
- 1914: Ein moderner Minnesänger (Reichenberger Filmwerkstätte; sense Cocl)
- 1914: Onkel Cocl und das Klassenlos (Reichenberger Filmwerkstätte)
- 1917: Im Goldfasan (Reichenberger Filmwerkstätte)
- 1917: Der Liebhaber in Nöten (Reichenberger Filmwerkstätte)
- 1917: Seff in Liebesnöten (Cocl's-Film Compagnie)
- 1919: Cocl geht zum Rendezvous (Cocl's-Film Compagnie)
- 1920: Seff als Bücherwurm (Staatliche Filmhauptstelle Wien; sense Cocl)
- 1920: Seff als Sportsmann (Staatliche Filmhauptstelle Wien; sense Cocl)
- 1920: Cocl und Seff als Villenbesitzer (Staatliche Filmhauptstelle Wien)
- 1920: Cocl, Seff und die Schwarze Hand (Cocl's-Film Compagnie)
- 1920: Seff und die Jungfrauen (Cocl's-Film Compagnie; sense Cocl)
- 1920: Seff als Boy (Cocl's-Film Compagnie)
- 1920: Seff als Bräutigam (Cocl's-Film Compagnie)
- 1920: Seff kostet 24,50 Dollar, auch Seff kostet 24,50 Schillinge (Cocl's-Film Compagnie)
- 1920: Seff und die Visitenkarten (Cocl's-Film Compagnie; sense Cocl)
- 1921: Seff will sich nicht begraben lassen (Cocl-Comedy; sense Cocl)
- 1921: Seff als Detektiv (Cocl-Comedy)
- 1921: Cocl und Seff im Tingl-Tangl, auch Seff im Varieté (Cocl-Comedy)
- 1921: Seff als Filmtragöde (Cocl-Comedy; sense Cocl)
- 1921: Seff im Verschönerungssalon (Cocl-Comedy)
- 1921: Cocl und Seff am Strandpicknick (Cocl-Comedy)
- 1922: Die Wasserheilanstalt (Cocl-Comedy)
- 1922: Cocl und Seff als Vagabunden (Cocl-Comedy)
- 1922: Cocl und Seff beim Wassersport (Cocl-Comedy)
- 1922: Seff auf dem Postamt (Cocl-Comedy; sense Cocl)
- 1922: Seff als Reporter (Cocl-Comedy)
- 1922: Cocl und Seff beim Wassersport (Cocl-Comedy)
- 1923: Das Flappergirl, auch Seff - der Räuberhauptmann (Cocl-Comedy; sense Cocl)
- 1923: Seff boxt sich in die Ehe (Cocl-Comedy)
- 1923: Seff als Athlet (Cocl-Comedy)
- 1923: Seff im Arrest (Cocl-Comedy)
- 1923: Seff entspringt (Cocl-Comedy; sense Cocl)
- 1923: Seff als Pantoffelheld (Cocl-Comedy; sense Cocl)
- 1924: Seff als Störenfried (Cocl-Comedy; sense Cocl)
- 1925: Das gestörte Rendzvous (Cocl-Comedy; sense Cocl)
- 1926: Seff auf dem Wege zu Kraft und Schönheit (Cocl-Comedy & Listo-Filmfabrik; Werbefilm per a Wiener Molkerei, sense Cocl)